# Championnat d'Équateur de football 1998
Navigation
Saison précédente Saison suivante
La saison 1998 du Championnat d'Équateur de football est la quarantième édition du championnat de première division en Équateur.
Douze équipes prennent part à la Série A, la première division. Le championnat est scindé en deux tournois, Ouverture et Clôture; qui sont de différentes formes mais fonctionnent de façon similaire. Le tournoi Ouverture est disputé sous la forme d'une poule unique, les 4 premiers disputent la poule pour la Copa Libertadores, les 4 suivants la poule pour la Copa CONMEBOL et les 4 derniers la poule de relégation. Le tournoi Clôture voit les douze clubs répartis en deux poules dont les deux premiers jouent la poule pour la Copa Libertadores, les deux suivants la poule pour la Copa CONMEBOL et les deux derniers la poule de relégation.
C'est le LDU Quito qui remporte la compétition après avoir battu lors de la finale nationale le Club Sport Emelec. C'est le 5e titre de champion d'Équateur de l'histoire du club, le premier depuis 1990.

## Les clubs participants
| - Sociedad Deportiva Aucas - Panamá Sporting Club - Promu de Série B - Barcelona Sporting Club - Deportivo Quito - Club Sport Emelec - Club Deportivo El Nacional | - Club Deportivo Delfín - Promu de Série B - CDT Universitario - LDU Quito - Deportivo Cuenca - Centro Deportivo Olmedo - Club Deportivo Espoli |

## Compétition
Le barème de points est modifié cette saison :
- Victoire : 3 points
- Match nul et victoire après la séance de tirs au but : 2 points
- Match nul et défaite après la séance de tirs au but : 1 point
- Défaite : 0 point

### Tournoi Ouverture

#### Classement
| Rang | Équipe                     | Pts | J  | G  | N   | P  | Bp | Bc | Diff |
| ---- | -------------------------- | --- | -- | -- | --- | -- | -- | -- | ---- |
| 1    | LDU Quito                  | 44  | 22 | 11 | 5/1 | 5  | 40 | 27 | +13  |
| 2    | Club Sport Emelec          | 42  | 22 | 10 | 4/4 | 4  | 40 | 28 | +12  |
| 3    | Sociedad Deportiva Aucas   | 40  | 22 | 9  | 5/3 | 5  | 32 | 22 | +10  |
| 4    | Centro Deportivo Olmedo    | 38  | 22 | 8  | 5/4 | 5  | 28 | 24 | +4   |
| 5    | Club Deportivo Espoli      | 36  | 22 | 10 | 2/2 | 8  | 36 | 36 | 0    |
| 6    | Barcelona Sporting Club T  | 34  | 22 | 8  | 3/4 | 7  | 39 | 29 | +10  |
| 7    | Club Deportivo Delfín P    | 34  | 22 | 8  | 3/4 | 7  | 33 | 30 | +3   |
| 8    | Club Deportivo El Nacional | 31  | 22 | 8  | 2/3 | 9  | 35 | 27 | +8   |
| 9    | Deportivo Quito            | 29  | 22 | 6  | 3/6 | 7  | 34 | 36 | -2   |
| 10   | Deportivo Cuenca           | 26  | 22 | 7  | 1/4 | 10 | 20 | 27 | -7   |
| 11   | CDT Universitario          | 24  | 22 | 5  | 4/1 | 12 | 26 | 47 | -21  |
| 12   | Panamá Sporting Club P     | 16  | 22 | 3  | 2/3 | 14 | 17 | 47 | -30  |

|  | Qualification pour la poule pour la Copa Libertadores et pour la finale nationale |
|  | Qualification pour la poule pour la Copa CONMEBOL                                 |
|  | Participation pour la poule de relégation                                         |
|  | T : Tenant du titre P : Promu de Série B                                          |

#### Poule pour la Copa Libertadores
| Rang | Équipe                   | Pts | J | G | N   | P | Bp | Bc | Diff |
| ---- | ------------------------ | --- | - | - | --- | - | -- | -- | ---- |
| 1    | Club Sport Emelec        | 15  | 6 | 5 | 0/0 | 1 | 12 | 5  | +7   |
| 2    | LDU Quito                | 11  | 6 | 3 | 1/0 | 2 | 7  | 5  | +2   |
| 3    | Sociedad Deportiva Aucas | 9   | 6 | 3 | 0/0 | 3 | 7  | 6  | +1   |
| 4    | Centro Deportivo Olmedo  | 1   | 6 | 0 | 0/1 | 5 | 2  | 12 | -10  |

|  | Qualification pour la Copa Libertadores et pour la finale nationale |

#### Poule pour la Copa CONMEBOL
| Rang | Équipe                     | Pts | J | G | N   | P | Bp | Bc | Diff |
| ---- | -------------------------- | --- | - | - | --- | - | -- | -- | ---- |
| 1    | Club Deportivo El Nacional | 13  | 6 | 3 | 2/0 | 1 | 9  | 3  | +6   |
| 2    | Barcelona Sporting Club    | 11  | 6 | 3 | 0/2 | 1 | 9  | 5  | +4   |
| 3    | Club Deportivo Espoli      | 6   | 6 | 1 | 1/1 | 3 | 8  | 10 | -2   |
| 4    | Club Deportivo Delfín      | 6   | 6 | 2 | 0/0 | 4 | 5  | 13 | -8   |

|  | Qualification pour le barrage pour la Copa CONMEBOL |

#### Poule de relégation
À l'issue de cette poule, les équipes reçoivent un malus en fonction de leur rang au classement.
| Rang | Équipe                  | Pts | J | G | N   | P | Bp | Bc | Diff |
| ---- | ----------------------- | --- | - | - | --- | - | -- | -- | ---- |
| 1    | Deportivo Quito -1      | 15  | 6 | 4 | 1/1 | 0 | 11 | 5  | +6   |
| 2    | CDT Universitario -2    | 8   | 6 | 2 | 1/0 | 3 | 8  | 9  | -1   |
| 3    | Panamá Sporting Club -3 | 8   | 6 | 2 | 1/0 | 3 | 6  | 9  | -3   |
| 4    | Deportivo Cuenca -4     | 5   | 6 | 1 | 0/2 | 3 | 5  | 7  | -2   |

### Tournoi Clôture

#### Groupe 1
| Rang | Équipe                     | Pts | J  | G | N   | P | Bp | Bc | Diff |
| ---- | -------------------------- | --- | -- | - | --- | - | -- | -- | ---- |
| 1    | Deportivo Quito            | 20  | 10 | 6 | 0/2 | 2 | 23 | 14 | +9   |
| 2    | Sociedad Deportiva Aucas   | 19  | 10 | 5 | 1/2 | 2 | 13 | 11 | +2   |
| 3    | Club Deportivo El Nacional | 18  | 10 | 4 | 3/0 | 3 | 18 | 19 | -1   |
| 4    | Club Deportivo Espoli      | 14  | 10 | 4 | 0/2 | 4 | 21 | 15 | +6   |
| 5    | Club Sport Emelec          | 13  | 10 | 4 | 0/1 | 5 | 19 | 18 | +1   |
| 6    | Panamá Sporting Club P     | 6   | 10 | 0 | 3/0 | 7 | 9  | 26 | -17  |

|  | Qualification pour la poule pour la Copa Libertadores et pour la finale nationale |
|  | Qualification pour la poule pour la Copa CONMEBOL                                 |
|  | Participation pour la poule de relégation                                         |
|  | P : Promu de Série B                                                              |

#### Groupe 2
| Rang | Équipe                    | Pts | J  | G | N   | P | Bp | Bc | Diff |
| ---- | ------------------------- | --- | -- | - | --- | - | -- | -- | ---- |
| 1    | LDU Quito                 | 24  | 10 | 6 | 3/0 | 1 | 18 | 5  | +13  |
| 2    | Barcelona Sporting Club T | 21  | 10 | 6 | 1/1 | 2 | 17 | 7  | +10  |
| 3    | Centro Deportivo Olmedo   | 13  | 10 | 3 | 2/0 | 5 | 14 | 19 | -5   |
| 4    | Deportivo Cuenca          | 11  | 10 | 2 | 1/3 | 4 | 11 | 16 | -5   |
| 5    | CDT Universitario         | 11  | 10 | 1 | 3/3 | 3 | 10 | 17 | -7   |
| 6    | Club Deportivo Delfín P   | 10  | 10 | 2 | 1/2 | 5 | 16 | 22 | -6   |

|  | Qualification pour la poule pour la Copa Libertadores et pour la finale nationale |
|  | Qualification pour la poule pour la Copa CONMEBOL                                 |
|  | Participation pour la poule de relégation                                         |
|  | T : Tenant du titre P : Promu de Série B                                          |

#### Poule pour la Copa Libertadores
| Rang | Équipe                    | Pts | J | G | N   | P | Bp | Bc | Diff |
| ---- | ------------------------- | --- | - | - | --- | - | -- | -- | ---- |
| 1    | LDU Quito                 | 11  | 6 | 3 | 0/2 | 1 | 9  | 6  | +3   |
| 2    | Barcelona Sporting Club T | 10  | 6 | 2 | 2/0 | 2 | 9  | 6  | +3   |
| 3    | Sociedad Deportiva Aucas  | 10  | 6 | 3 | 0/1 | 2 | 7  | 6  | +1   |
| 4    | Deportivo Quito           | 5   | 6 | 1 | 1/0 | 4 | 3  | 10 | -7   |

|  | Qualification pour la Copa Libertadores et pour la finale nationale |
|  | T : Tenant du titre                                                 |

#### Poule pour la Copa CONMEBOL
| Rang | Équipe                     | Pts | J | G | N   | P | Bp | Bc | Diff |
| ---- | -------------------------- | --- | - | - | --- | - | -- | -- | ---- |
| 1    | Deportivo Cuenca           | 15  | 6 | 5 | 0/0 | 1 | 12 | 2  | +10  |
| 2    | Club Deportivo Espoli      | 10  | 6 | 3 | 0/1 | 2 | 13 | 8  | +5   |
| 3    | Centro Deportivo Olmedo    | 6   | 6 | 0 | 3/0 | 3 | 2  | 12 | -10  |
| 4    | Club Deportivo El Nacional | 5   | 6 | 1 | 0/2 | 3 | 6  | 11 | -5   |

|  | Qualification pour le barrage pour la Copa CONMEBOL |

#### Poule de relégation
À l'issue de cette poule, les équipes reçoivent un malus en fonction de leur rang au classement.
| Rang | Équipe                       | Pts | J | G | N   | P | Bp | Bc | Diff |
| ---- | ---------------------------- | --- | - | - | --- | - | -- | -- | ---- |
| 1    | Club Sport Emelec -1         | 14  | 6 | 4 | 1/0 | 1 | 20 | 9  | +11  |
| 2    | CDT Universitario -2         | 9   | 6 | 3 | 0/0 | 3 | 11 | 12 | -1   |
| 3    | Club Deportivo Delfín 'P' -3 | 9   | 6 | 3 | 0/0 | 3 | 8  | 15 | -7   |
| 4    | Panamá Sporting Club 'P' -4  | 4   | 6 | 1 | 0/1 | 4 | 9  | 12 | -3   |

### Phases finales

#### Finale pour le titre
Les deux clubs vainqueurs des poules pour la Copa Libertadores, s'affrontent pour le titre national.
| Équipe 1          | Résultat | Équipe 2  | Aller | Retour |
| ----------------- | -------- | --------- | ----- | ------ |
| Club Sport Emelec | 1 - 7    | LDU Quito | 1 - 0 | 0 - 7  |

#### Barrage pour la Copa CONMEBOL
Les deux clubs vainqueurs des poules pour la Copa CONMEBOL, s'affrontent pour déterminer l'unique équipe qualifiée pour cette compétition.
| Équipe 1         | Résultat | Équipe 2                   | Aller | Retour |
| ---------------- | -------- | -------------------------- | ----- | ------ |
| Deportivo Cuenca | 3 - 6    | Club Deportivo El Nacional | 1 - 3 | 2 - 3  |

#### Poule de relégation
| Rang | Équipe                  | Pts | J | G | N | P | Bp | Bc | Diff |
| ---- | ----------------------- | --- | - | - | - | - | -- | -- | ---- |
| 1    | Club Sport Emelec       | −1  |   |   |   |   |    |    |      |
| 2    | Deportivo Quito         | −1  |   |   |   |   |    |    |      |
| 3    | Club Deportivo Delfín P | −3  |   |   |   |   |    |    |      |
| 4    | Deportivo Cuenca        | −4  |   |   |   |   |    |    |      |
| 5    | CDT Universitario       | −4  |   |   |   |   |    |    |      |
| 6    | Panamá Sporting Club P  | −7  |   |   |   |   |    |    |      |

|  | Relégation directe en Série B |
|  | P : Promu de Série B          |

## Bilan de la saison
| Championnat d'Équateur de football 1998 |                                |
| Champion                                | LDU Quito (5e titre)           |
| Qualifications continentales            |                                |
| Copa Libertadores 1999                  | LDU Quito                      |
| Copa Libertadores 1999                  | Club Sport Emelec              |
| Copa CONMEBOL 1999                      | Club Deportivo El Nacional     |
| Promotions et relégations               |                                |
| Promus en Série A                       | Audaz Octubrino                |
| Promus en Série A                       | Club Social y Deportivo Macara |
| Relégués en Série B                     | CDT Universitario              |
| Relégués en Série B                     | Panamá Sporting Club           |